# Michael Hussey
Michael Edward Killeen Hussey (ur. 27 maja 1975), australijski krykiecista. Uzdolniony, leworęczny batsman, znany jako "Mr. Cricket" z powodu jego encyklopedycznej znajomości tej gry.
Gra zarówno w australijskiej drużynie testowej jak i jednodniowej. Znakomity fielder, czasami używany jako "zapasowy" bowler, najczęściej w meczach jednodniowych. W grudniu 2007 miał pierwsze miejsce w międzynarodowym rankingu batsmanów w meczach jednodniowych
Jest żonaty, ma dwoje dzieci.